# Алексєєва Тетяна Трохимівна
Алексєєва Тетяна Трохимівна нар.27 червня 1949, с. Антополь (Вінницька обл.) — доктор хімічних наук, старший науковий співробітник відділу фізико-хімії полімерів, відомий вчений в галузі взаємопроникних полімерних сіток.

## Біографія
Т. Т. Алексєєва народилась 27 червня 1949 р. в с. Антополь Томашпільського району, Вінницької області. Навчалась у середній школі № 163 м. Києва, яку закінчила в 1966 р. В 1967 р. вступила на хімічний факультет Київського національного університету імені Т. Г. Шевченка. Після закінчення університету з 1972 до 1975 р. працювала інженером-хіміком у лабораторії герметиків НДІХімПРОЕКТу (м. Київ).
З 1975 по 1984 р. працювала в Інституті органічної хімії НАН України (м. Київ) у відділі кінетики та механізму реакцій полімерізації старшим інженером і молодшим науковим співробітником. У 1982 р. захистила дисертацію на здобуття наукового ступеня і їй було присуджено науковий ступінь кандидата хімічних наук. З 1984 р. Т. Т. Алексєєва працює в Інституті хімії високомолекулярних сполук НАН України молодшим науковим співробітником, науковим співробітником, старшим науковим співробітником (1989 р.), а з 2002 року — провідним науковим співробітником у відділі фізикохімії полімерів. Вчене звання старшого наукового співробітника їй присвоєно у 1996 р.
У 2001 р. Т. Т. Алексєєва захистила дисертаційну роботу за темою «Кінетика утворення та мікрофазова структура взаємопроникних полімерних сіток на основі поліуретану і полібутилметакрилату» і їй присуджено науковий ступінь доктора хімічних наук.

## Науковий доробок
Т. Т. Алексєєвою розвинуто науковий напрям хімії полімерів — кінетика утворення та мікрофазова структура взаємопроникних полімерних сіток. Встановлено фундаментальні закономірності впливу кінетичних параметрів реакцій при варіюванні різних кінетичних умов утворення складових взаємопроникних полімерних сіток (ВПС) на параметри мікрофазового розділення, ступінь сегрегації, мікрофазову структуру та в'язкопружні властивості таких систем. Виявлено, що процес мікрофазового розділення у ВПС відбувається в нерівноважних умовах з утворенням фаз, склад яких фіксується в результаті хімічного зшивання, при цьому кожна з фаз складається з обох компонентів і може розглядатися як самостійна ВПС, у якій реалізується змішування компонентів на молекулярному рівні за рахунок топологічних зачеплень. Показано, що введений у реакційну систему, з якої формується ВПС, наповнювач впливає на кінетику реакцій утворення складових сіток і водночас через цей ефект — на мікрофазове розділення в системі. Т. Т. Алексєєвою встановлено особливості процесів компатибілізації взаємопроникних полімерних сіток. Встановлено фундаментальні закономірності впливу кінетичних параметрів реакцій при варіюванні різних кінетичних умов утворення складових взаємопроникних полімерних сіток на параметри мікрофазового розподілу, ступінь сегрегації, мікрофазову структуру та в'язкопружні властивості таких систем. Алексєєвою Т. Т. встановлено особливості процесів компатибілізації ВПС. Введення компатибілізаторів і зміна кінетичних умов реакції показують принципову можливість регулювання релаксаційних, теплофізичних та фізико-механічних властивостей полімерних сіток. Синтезовані за наявності компатибілізаторів ВПС перспективні для отримання демпфуючих матеріалів. Ще одним новим напрямом, який розвиває Алексєєва Т. Т. є дослідження в галузі гібридних органо-неорганічних полімерних систем на основі титанвмісних ВПС. Такі матеріали перспективні для застосування їх у галузі фотоніки для тривимірного лазерного мікроструктурування і в оптичних системах запису та передавання інформації за рахунок УФ-індукованого переходу Ti4+ + e → Ti3+ при дії лазерного випромінювання.

## Вибрані наукові публікації
Т. Т. Алексєєва — автор і співавтором понад 180 наукових праць, у тому числі 7 винаходів та монографії.
- 1. Lipatov Y.S., Alekseeva T.T. Phase-separated interpenetrating polymer networks [Архівовано 9 березня 2022 у Wayback Machine.]. — Springer: Berlin, Advances in Polymer Science. — 2007.–208. — 234 p.
- 2. Липатов Ю. С., Алексеева Т. Т. Особенности химической кинетики формирования взаимопроникающих полимерных сеток // Успехи химии. — 1992. –61, –Віп.12. — С. 2187—2214.
- 3. Lipatov, Y. S., Alekseeva, T. T., Rosovitsky, V. F., & Babkina, N. V. (1992). Formation kinetics and viscoelastic properties of semi-interpenetrating networks based on crosslinked polyurethane and poly (butyl methacrylate). Polymer, 33(3), 610—618.
- 4. Lipatov Y.S., Alekseeva T.T. Interpenetrating polymer networks based on polyurethane and poly(butyl methacrylate): Interrelation between reaction kinetics and microphase structure. In book IPNs Around the World Science and Engineering. — Chichester: John Wiley, 1997. — P. 72-102.
- 5. Алексеева Т. Т. Зависимость микрофазовой структуры взаимопроникающих полимерных сеток от природы совмещающей добавки // Высокомолекулір. Соединения. — 1999. –41, –№ 9. — С. 1510—1512.
- 6. Alekseeva T.T., Lipatov Yu.S., Babkina N.V., Grishchuk S.I., Yarovaya N.V. Reaction compatibilization in interpenetrating polymer networks. II. Polyurethane — polystyrene — oligourethane dimethacrylate system // Polymer. –2005. — 46, –№ 1. — Р. 419—428.
- 7. Alekseeva T.T., Lipatov Y.S., Sorochinskaya L.A., Dudarenko G.V. Effects of confinement on the kinetics of formation of sequential semi-interpenetrating polymer networks // Macromolecular Symposia. –2007. –Vol. 254. — P. 146—152.
- 8. Alekseeva, T., Kozak, N., & Shtompel, V. (2019). Structure and optical properties of the photosensitive hybrid Ti-contained polymer materials for photonics. Optical Materials, 98, 109493.
- 9. Alekseeva, T. T., Martynyuk, I. S., Babkina, N. V., & Menzheres, G. Y. (2014). Interpenetrating polymer networks based on polyurethane and organic-inorganic copolymer. Glass Physics and Chemistry, 40(1), 17-25.
- 10. Tsebrienko, T. V., Alekseeva, T. T., Babkina, N. V., & Yarovaya, N. V. (2017). Influence of Poly (Titanium Oxide) on the Kinetic of the Formation, Viscoelastic and Optical Properties of the Interpenetrating Polymer Networks. International Journal of Advanced Engineering, Management and Science, 3(3), 239796.